# CD Montijo
Der Clube Desportivo de Montijo war ein portugiesischer Fußballverein aus Montijo. Der Klub spielte in den 1970er Jahren drei Spielzeiten in der Primeira Divisão.

## Geschichte
Der CD Montijo wurde 1948 gegründet und stieg 1966 erstmals in die seinerzeit zweitklassige Segunda Divisão auf. Dort wurde die Mannschaft 1972 mit nur einer Saisonniederlage in 30 Spielen mit acht Punkten Vorsprung auf Verfolger GD Peniche Meister der Südstaffel. In der Erstliga-Spielzeit 1972/73 erreichte sie den letzten Nicht-Abstiegsplatz, am Ende der folgenden Saison landete sie mit einem Punkt Rückstand hinter den punktgleichen Clube Oriental de Lisboa, SC Beira-Mar, Leixões SC und FC Barreirense auf dem letzten Tabellenplatz und stieg wieder ab. Nach einem fünften Platz im ersten Zweitligajahr stieg sie als Vizemeisterin hinter Portimonense SC erneut in die Primeira Divisão auf. Am Ende der Spielzeit 1976/77 gehörte die Mannschaft jedoch neben dem SC Beira-Mar, Leixões SC und Atlético CP zu den vier Absteigern.
Nach dem erneuten Abstieg platzierte sich der CD Montijo in der Spielzeit 1977/78 mit acht Punkten Rückstand auf Staffelsieger FC Barreirense sowie in der  Spielzeit 1978/79 mit zehn Punkten Rückstand auf Staffelsieger Portimonense SC noch jeweils als Tabellendritter, ehe er am Ende der Spielzeit 1981/82 aus der zweithöchsten Spielklasse abstieg. 1984 gelang die Rückkehr und zeitweise platzierte sich der Klub im vorderen Mittelfeld. Am Ende der Spielzeit 1988/89 stieg die Mannschaft nach nur acht Saisonsiegen in 34 Ligaspielen wieder ab. In der Segunda Divisão B hielt sich der Klub bis 1997.
2007 löste sich der Klub nach finanziellen Problemen auf. Mit dem Clube Olímpico do Montijo entstand ein Nachfolger, der zwischenzeitlich in die viertklassige Campeonato de Portugal als niedrigste von der Federação Portuguesa de Futebol ausgetragene landesweite Liga aufstieg.